# Émile Joseph Belot
Pour les articles homonymes, voir Belot.
Émile Joseph Belot, né le 24 septembre 1829 à Montoire-sur-le-Loir, mort le 30 septembre 1886 à Lyon 4e, est un historien français, spécialiste de la république romaine.

## Biographie
Élève du collège Louis-le-Grand, il remporte le prix annuel de l'association des anciens élèves. Entré à l'École d'administration (ancêtre éphémère de l'ENA) en 1848, il se présente à l'École normale supérieure à la dissolution de la précédente, en 1849, et y est reçu premier,. Avec ses condisciples Octave Gréard, Pierre Émile Levasseur, Lucien-Anatole Prévost-Paradol, Charles Edmond Villetard de Prunières, Georges Guiffrey, Maxime Gaucher, Jules Duvaux, il étudie avec des professeurs tels que Paul Jacquinet, Jules Simon et Adolphe Chéruel,. En 1855, il est agrégé de lettres (reçu 12e). En 1873, il est docteur ès lettres.
Émile Joseph Belot est professeur aux collèges de Blois, d'Orléans, de Vendôme, de Strasbourg et de Versailles, au lycée Henri-IV (1871-1872), et professeur d'histoire à la Faculté des lettres de Lyon,. Il est membre de l'Académie des sciences, belles-lettres et arts de Lyon de 1882 à 1886, et membre correspondant (section histoire) de l'Académie des sciences morales et politiques de 1883 à 1886.
Émile Joseph Belot a été fait officier d'académie en 1865, officier de l'instruction publique en 1876, et chevalier de la Légion d'Honneur le 13 juillet 1882.
Il est le père de Émile Belot (1857-1944), ingénieur et astronome, et de Gustave Belot (1859-1929), normalien, agrégé de philosophie, inspecteur général de l'enseignement secondaire. Il est également l'arrière-arrière grand-père de l'organiste Pierre Pincemaille (1956-2018).

## Distinctions
- Officier de l'Instruction publique
- Chevalier de la Légion d'honneur (1882)

## Publications
- Histoire des chevaliers romains considérée dans ses rapports avec celle des différentes constitutions de Rome, depuis le temps des Gracques jusqu'à la division de l'Empire romain, Paris : Durand et Pedone-Lauriel , 1872  ; Thèse présentée à la Faculté des lettres de Paris. Joseph-Émile Belot remporte le Prix Montyon puis le Prix Thérouanne en 1874, décernés par l'Académie Française, pour cette œuvre[18].
- De Tribunis plebis, de origine et vi, forma et modo tribuniciae potestatis, hanc thesim Facultati litterarum Parisiensi proponebat Aem. Belot, Paris : A. Durand et Pedone-Lauriel , 1872.
- Émile Joseph Belot, Nantucket : étude sur les diverses sortes de propriétés primitives, Paris, E. Leroux, 1884 (OCLC 489735718, SUDOC 010174559)
- De la Révolution économique et monétaire qui eut lieu à Rome au milieu du IIIe siècle avant l'ère chrétienne, et de la classification générale de la société romaine avant et après la première guerre punique, Paris : E. Leroux , 1885 (ouvrage dans lequel Belot fait allusion aux travaux de Böckh).
- Xénophon (trad. Émile Belot), La république d'Athènes : lettre sur le gouvernement des Athéniens / adressée en 378 avant J.C. par Xénophon au roi de Sparte Agésilas : texte grec, dont les différentes parties sont rétablies dans leur ordre véritable, traduction française, avec une préface, une introduction, et un commentaire historique et critique, Paris, Pedone-Lauriel, 1880-1881 (OCLC 492819946, ASIN B001CG2UJU, SUDOC 108241262).